# Liste des titres musicaux numéro un en Autriche en 1977
Cette page liste les titres numéro un dans les meilleures ventes de disques en Autriche pour l'année 1977.

## Classement des singles
| №  | Date         | Artiste         | Titre                         |
| -- | ------------ | --------------- | ----------------------------- |
| 1  | 15 janvier   | Boney M.        | Daddy Cool                    |
| 2  | 15 février   | Boney M.        | Daddy Cool                    |
| 3  | 15 mars      | Boney M.        | Sunny                         |
| 4  | 15 avril     | Smokie          | Living Next Door to Alice     |
| 5  | 15 mai       | Smokie          | Living Next Door to Alice     |
| 6  | 15 juin      | Smokie          | Lay Back in the Arms Of...    |
| 7  | 15 juillet   | Boney M.        | Ma Baker                      |
| 8  | 15 août      | Boney M.        | Ma Baker                      |
| 9  | 15 septembre | Donna Summer    | I Feel Love                   |
| 10 | 15 octobre   | Donna Summer    | I Feel Love                   |
| 11 | 15 novembre  | Baccara         | Sorry, I'm a Lady             |
| 12 | 15 décembre  | Santa Esmeralda | Don't Let Me Be Misunderstood |

## Classement des albums
| №  | Date         | Artiste        | Titre                            |
| -- | ------------ | -------------- | -------------------------------- |
| 1  | 15 janvier   | Compilation    | Hithaus mit Herz                 |
| 2  | 15 février   | Compilation    | Musik-Karussell                  |
| 3  | 15 mars      | Klaus & Ferdl  | Heidi, wart, wir jodeln z'erscht |
| 4  | 15 avril     | Klaus & Ferdl  | Heidi, wart, wir jodeln z'erscht |
| 5  | 15 mai       | Slavko Avsenik | Die 20 Besten                    |
| 6  | 15 juin      | Fats Domino    | Seine 20 größten Hits            |
| 7  | 15 juillet   | Smokie         | Greatest Hits                    |
| 8  | 15 août      | Boney M.       | Love for Sale                    |
| 9  | 15 septembre | Boney M.       | Love for Sale                    |
| 10 | 15 octobre   | Compilation    | Disco Fever                      |
| 11 | 15 novembre  | Compilation    | Disco Fever                      |
| 12 | 15 décembre  | Compilation    | Hit-Kiste                        |